# مسابقات جهانی ژیمناستیک هنری ۲۰۰۲

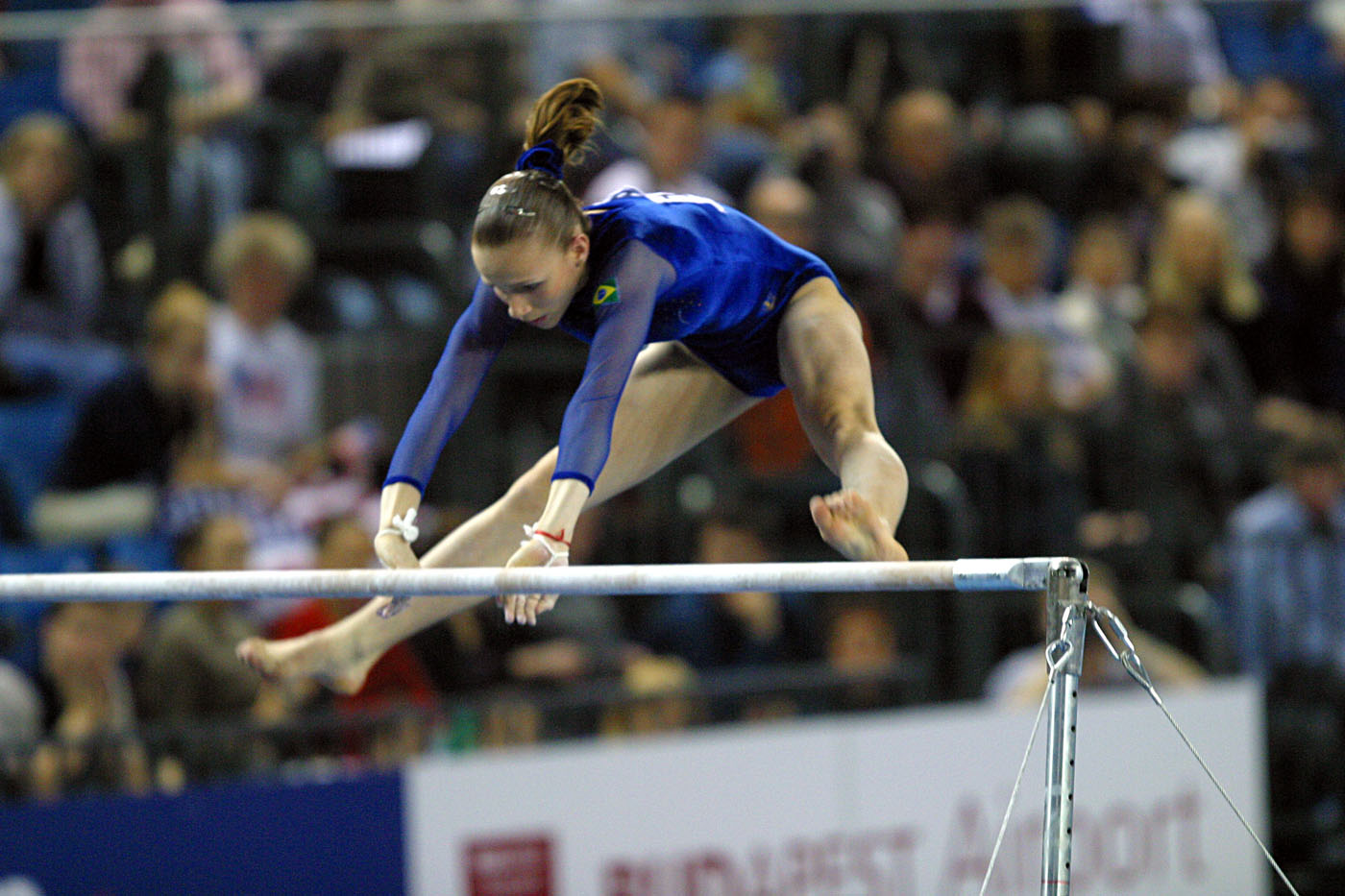
کارولین مولیناری نماینده کشور برزیل در مسابقات جهانی ژیمناستیک هنری در دبرسن ۲۰۰۲

مسابقات جهانی ژیمناستیک هنری ۲۰۰۲ سی و ششمین دوره مسابقات جهانی ژیمناستیک هنری است که در دبرتسن، مجارستان از ۲۰ تا ۲۴ نوامبر ۲۰۰۲ میلادی برگزار شده است.

## جدول مدال‌ها
| رتبه | کشور                | طلا | نقره | برنز | مجموع |
| ۱    | رومانی              | ۲   | ۲    |      | ۴     |
| ۲    | ایالات متحده آمریکا | ۲   |      | ۲    | ۴     |
| ۳    | چین                 | ۲   | ۱    | ۱    | ۴     |
| ۴    | روسیه               | ۱   | ۱    | ۱    | ۳     |
| ۵    | مجارستان            | ۱   |      |      | ۱     |
| ۵    | اسپانیا             | ۱   |      |      | ۱     |
| ۵    | یونان               | ۱   |      |      | ۱     |
| ۸    | بلغارستان           |     | ۲    |      | ۲     |
| ۸    | اسلوونی             |     | ۲    |      | ۲     |
| ۹    | بلاروس              |     | ۱    | ۱    | ۲     |
| ۱۰   | لهستان              |     | ۱    |      | ۱     |
| ۱۰   | هلند                |     | ۱    |      | ۱     |
| ۱۲   | ژاپن                |     |      | ۱    | ۱     |
| ۱۲   | ایتالیا             |     |      | ۱    | ۱     |
| ۱۲   | ازبکستان            |     |      | ۱    | ۱     |
| ۱۲   | اوکراین             |     |      | ۱    | ۱     |